# Umberto Albini (politico)
Umberto Albini (Portomaggiore, 26 agosto 1895 – Roma, 28 novembre 1973) è stato un politico e prefetto italiano.

## Biografia
Laureato in Scienze politiche e sociali, prese parte alla prima guerra mondiale come tenente di fanteria. Si iscrisse al PNF nel 1921 e nell'ottobre 1922 partecipò alla marcia su Roma, Entrato nei ranghi del ministero dell'interno, fu reggente della sottoprefettura di Spezia. Quindi fu nominato questore di La Spezia dal settembre 1923 al 1925 e poi prefetto di diverse città, tra le quali Teramo (1925), Taranto (1926), Bari (1928), Palermo (1929), Genova (1933) e Napoli (1941)..
Console generale della MVSN dal 1936 (fuori quadro), nel 1943 divenne Consigliere nazionale della Camera dei Fasci e delle Corporazioni in quanto nominato sottosegretario agli interni del governo Mussolini, dal febbraio al luglio 1943.
Partecipò alla seduta del Gran Consiglio del Fascismo del 25 luglio 1943 e votò a favore dell'ordine del giorno Grandi. Fu così condannato a morte in contumacia dal tribunale di Verona nel gennaio 1944.
Messo a disposizione dal settembre 1943, fu collocato a riposo nell'agosto 1944 dal governo Bonomi.